# Isaak Iselin-Sarasin

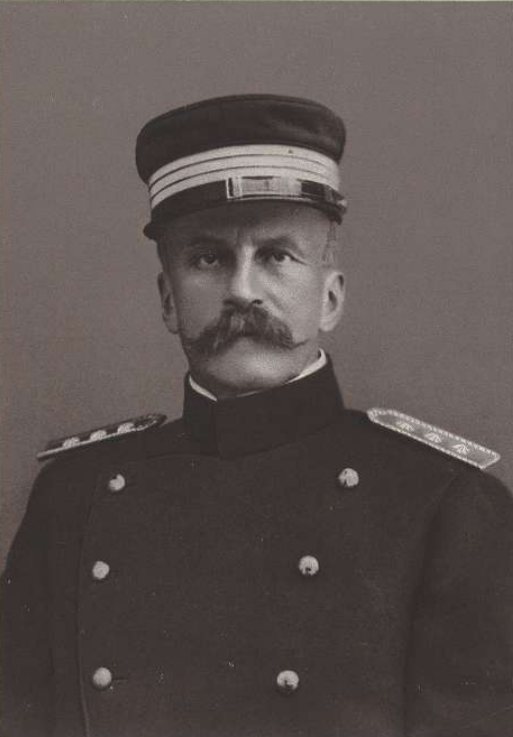
Isaak Iselin-Sarasin als Kommandant des 2. Armeekorps

Isaak Iselin-Sarasin (* 18. Juli 1851 in Basel; † 16. Juli 1930 ebenda; heimatberechtigt ebenda) war ein Schweizer Jurist, Politiker und Offizier. Er wirkte unter anderem als Regierungsrat des Kantons Basel-Stadt, als Nationalrat sowie von 1910 bis 1919 als Präsident des Schweizerischen Roten Kreuzes.

## Leben

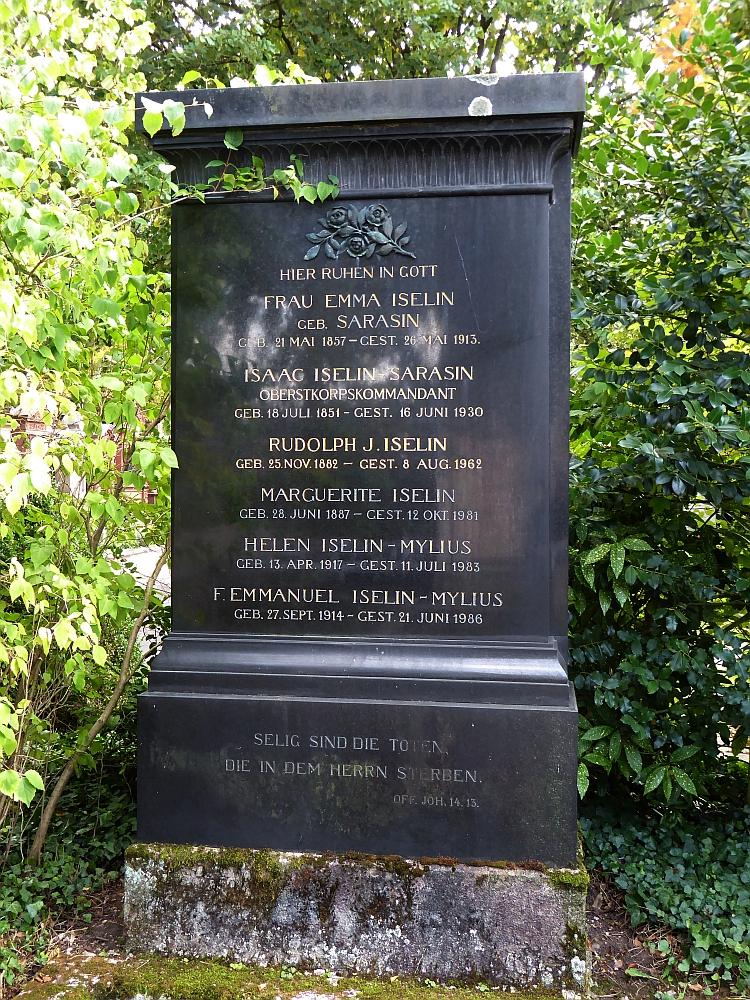
Grab auf dem Friedhof Wolfgottesacker, Basel

Isaak Iselin absolvierte ein Studium der Rechtswissenschaften, das er 1875 mit der Promotion an der Universität Basel abschloss. Anschliessend war er als Advokat und Notar sowie von 1880 bis 1893 als Präsident des Basler Zivilgerichts und von 1906 bis 1925 als Präsident des Appellationsgerichts tätig.
Von 1878 bis 1893 war er Mitglied des Grossen Rats, des Parlaments des Kantons Basel-Stadt, und in den Jahren 1887 und 1891 dessen Präsident. Von 1893 bis 1906 gehörte er als Regierungsrat der Kantonsregierung an, als Vorsteher zuerst des Polizeidepartements, ab 1896 des Justizdepartements. Unter ihm entstanden ein Strassengesetz, ein Hochbaugesetz und ein Beamtengesetz, auch wurde das Appellationsgericht reorganisiert. Von 1896 bis 1917 war er zudem Mitglied des Nationalrates.
Isaak Iselin-Sarasin war lange Mitglied der Kuratel der Universität, über längere Zeit auch Präsident der Freiwilligen Akademischen Gesellschaft, zudem als Nachfolger seines Vaters und bis zum Tod Präsident der französischen reformierten Gemeinde. Im Jahr 1910 übernahm er nach dem Tod von Hans Konrad Pestalozzi das Amt des Präsidenten des Schweizerischen Roten Kreuzes (SRK). Sein Nachfolger wurde 1918 der ebenfalls aus Basel stammende Armeearzt Karl Bohny.
In der Schweizer Armee, in der er den Rang eines Oberstkorpskommandanten erreichte, hatte Isaak Iselin-Sarasin von 1905 bis 1912 das Kommando über die fünfte Division sowie von 1912 bis 1917 über das zweite Armeekorps.
Isaak Iselin war eine treibende Kraft, dass das Wehrmännerdenkmal (Grenzbesetzungsdenkmal) auf der Batterie-Anlage Bruderholz realisiert werden konnte. Dieses wurde von Louis Léon Weber gestaltet und am 10. Mai 1925 eingeweiht.